# Dongshi (Yunlin)
Dongshi (chinesisch 東勢鄉 / 东势乡, Pinyin Dōngshì Xiāng, Tongyong Pinyin Dongshìh Siang) ist eine Landgemeinde im Landkreis Yunlin in der Republik China (Taiwan).

## Lage
Dongshi liegt im Westen des Landkreises Yunlin im Binnenland in der Jianan-Ebene. Die Topografie ist entsprechend flach, ohne größere Erhebungen. Die Nachbargemeinden sind Taixi im Westen, Mailiao im Norden, Baozhong im Osten, Yuanchang im Südosten und Sihu im Süden.

## Geschichte
Ab dem 17. und 18. Jahrhundert wanderten Han-chinesische Siedler, vorwiegend aus der Provinz Fujian in die Gegend von Dongshi ein.
Während der Zeit der Qing-Herrschaft war die Gegend administrativ Teil des Landkreises Changhua. Nach der Annexion Taiwans durch Japan im Jahr 1895 folgte eine Reihe von administrativen Reformen, bis Dongshi im Jahr 1920 als Teil des Dorfes (庄,  Zhuāng) Haikou (海口庄,  Hǎikǒu zhuāng) im Kreis Huwei (虎尾郡,  Hǔwěi jùn) in der Präfektur Tainan organisiert wurde. Bei dieser Einteilung blieb es bis zum Ende der japanischen Herrschaft. Nach Übernahme Taiwans durch die Republik China 1945 wurde die Verwaltungseinheit Haikou am 22. September 1946 in die Landgemeinden (鄉,  Xiāng) Taixi und Dongshi aufgeteilt. Am 25. Oktober 1950 wurden die nördlichen Anteile des Landkreises Tainan abgetrennt und als neue Landkreise Chiayi und Yunlin organisiert. Dongshi wurde zu einer Landgemeinde im Landkreis Yunlin.

## Bevölkerung
Mit 14.368 Einwohnern (Stand Feb. 2020) zählte Dongshi zu den Gemeinden  mit mittlerer Einwohnerzahl im Landkreis Yunlin. 36 Personen (0,3 %) gehörten den indigenen Völkern an.
| Gliederung von Dongshi |
|                        |

## Verwaltungsgliederung
Dongshi ist in 12 Dörfer (村,  Cūn) untergliedert:
1 Simei (四美村)

2 Xinkun (新坤村)

3 Tong’an (同安村)

4 Annan (安南村)

5 Longtan (龍潭村)

6 Chenghai (程海村)

7 Dongnan (東南村)

8 Jialong (嘉隆村)

9 Dongbei (東北村)

10 Changnan (昌南村)

11 Fuxing (復興村)

12 Yuemei (月眉村)

## Verkehr
Die größte Straße ist die Provinzschnellstraße 78, die im Süden das Gemeindegebiet in West-Ost-Richtung durchquert. Die Provinzschnellstraße 61 verläuft in einem sehr kurzen Abschnitt durch den nordwestlichen Zipfel von Dongshi. Des Weiteren gibt es verschiedene Kreisstraßen (153 in Nord-Süd-Richtung, 158 und 158甲 (158A) in Ost-West-Richtung).

## Wirtschaft
Dongshi ist landwirtschaftlich geprägt. Etwa 3773,2 ha werden für die Landwirtschaft genutzt. Angebaut werden hauptsächlich Reis, Knoblauch, Süßkartoffeln, Erdnüsse, Zuckerrohr, verschiedene Gemüse, und Wassermelonen. An Viehzucht wird  vor allem Gänsezucht betrieben.

## Besonderheiten
Im Cian-Tempel (賜安宮,  Cìān gōng, ) im Dorf Annan, der zur Zeit Qianlongs gegründet wurde, werden die Berggötter der „heiligen drei Berge“  Jinshan (巾山,  Jīnshān), Mingshan (明山,  Míngshān) und Dushan (獨山,  Dúshān), personifiziert als ein einziger Gott „König Sanshan“ (chinesisch 三山國王, Pinyin Sānshān guówáng – „König der drei Berge“), verehrt. Die drei Berge liegen heute im Gebiet der Stadt Chaozhou in der Provinz Guangdong. Der Kult wurde von Einwanderern aus Guangdong nach Taiwan gebracht. Der Schrein der 18 Offiziere (十八將軍祠, ) erinnert an 18 ranghohe Offiziere, die beim Absturz einer Beechcraft 1900C  der taiwanischen Luftwaffe am 21. August 1990 im Dorf Chenghai ihr Leben verloren.